# Kozo Hosokawa
Kozo Hosokawa (født 3. august 1971) er en tidligere japansk fodboldspiller.
Han har spillet for flere forskellige klubber i sin karriere, herunder Kyoto Purple Sanga.